# Wind Breaker
Wind Breaker (jap. ウィンドブレイカー) ist eine Manga-Serie von Satoru Nii, die seit 2021 in Japan erscheint. Die unter anderem ins Deutsche und Englische übersetzte Geschichte handelt von einem Jugendlichen, der auf der Suche nach Schlägereien an eine berüchtigte Schule wechselt. Doch seine Absichten werden durch die dort inzwischen etablierte Gang „Wind Breaker“ vereitelt, die sich dem Schutz der Nachbarschaft verschrieben hat und ihn bei sich aufnimmt. 2024 und 2025 kam eine Adaption als Anime-Fernsehserie heraus. 

## Inhalt
Die Furin-Oberschule ist bekannt für Schlägereien und Schülerbanden und für Haruka Sakura (桜 遥) daher genau die richtige Wahl. Denn der Neuzugang wünscht sich nichts sehnlicher, als sich mit anderen zu prügeln, mit den Stärksten zu messen und sich an deren Spitze zu kämpfen. Doch als er in das Viertel in Makochi gezogen ist, um sich zum Boss der Schule hochzukämpfen, muss er feststellen, dass sich die dortige Gang „Wind Breaker“ lieber dem Schutz des Viertels vor Übeltätern widmet, als sich mit ihm zu messen. Haruka will sich dagegen keiner Gruppe anschließen und schon gar kein Held werden. Doch die Wind Breaker haben das früher berüchtigte Viertel befriedet, sodass ihm wenige Gelegenheiten für Schlägereien bleiben. Und da er selbst einen Schläger aus einem Restaurant vertrieben hat, wird er in der Tompu-Einkaufsstraße als Held und Teil der Wind Breaker gefeiert. In der Schule muss er dann erkennen, dass die Wind Breaker die Schule geeint haben und ihm nichts anderes bleibt, als sich zu integrieren. Die sehr offene Art mancher seiner Mitschüler und die Bewunderung vieler für den Einsatz in der Einkaufsstraße, der sich schon herumgesprochen hat, tun ihr übriges. Haruka bleibt von all der positiven Aufmerksamkeit überfordert. Der zwar sehr starke, aber stets freundliche Hajime Umemiya (梅宮 一), Chef der Windbreaker, ist von dem ungestümen Neuzugang aber sehr angetan – obwohl Haruka sich gleich mit seinem Mitschüler Kyōtarō Sugishita (杉下 京太郎), einem der treusten Anhänger Hajimes, geprügelt hat.
Es fällt Haruka schwer, sich in das neue Umfeld und die vielen Mitstreiter – statt Feinde – um sich herum einzuleben. Bei einer Streife im Viertel kommt es zum Konflikt mit einer Gang des benachbarten Viertel, der dann in einem großen Turnier ausgefochten werden soll. Es treten nach und nach Kämpfer beider Banden an und Haruka lernt viel über die Philosophie der anderen Kämpfer, insbesondere Hajimes. Ihm gelingt es, dass die am Ende unterlegenen Gegner nicht weiter ihre Feinde, sondern die Freunde der Furin-Oberschule sind. Nach diesen Ereignissen wird Haruka zum „Klassenchief“ gewählt. Seine Vize werden Hayato Suō (蘇枋 隼飛), der meist zwar ruhig und freundlich ist, als einer der stärksten in der Klasse in Kampfkünsten geschult ist, sowie Akihiko Nirei (楡井 秋彦), der als einer der wenigen kaum kämpfen kann, aber viel Wissen über die Schule hat und als einer der ersten Haruka unterstützen will. Kurz darauf gerät die Klasse in ihre erste Herausforderung: Ein Freund eines der Schüler ist in einer berüchtigten anderen Gang: Keel. Doch dort wird er misshandelt und zum Diebstahl gezwungen. Sein Freund will ihm da heraushelfen und schließlich macht sich die ganze Klasse unter Harukas Führung auf zur Basis von Keel. Nach anfänglich noch erfolgreichen Kampf sind die Gegner jedoch bald zu zahlreich. Nur das Eingreifen von drei besonders erfahrenen Zweitklässlern rettet die Klasse. Auch wenn sie siegen, ist Haruka danach niedergeschlagen. Er hat sich selbst und seine Klasse überschätzt und im Kampf aus Überforderung falsche Entscheidungen getroffen und damit alle in Gefahr gebracht. Er passiert ihm das erste Mal, dass er sich um andere solche Sorgen macht und Verantwortung übernehmen muss. Die Unterstützung der Klasse und insbesondere seiner Vizes hilft ihm schließlich durch diese Krise.
Über die Versammlung der Klassenchiefs lernt Haruka Tasuku Tsubakino (椿野佑) kennen, genannt Tsubaki. Das Transmädchen gehört zu den stärksten Kämpfern der Schule, den sogenannten Himmelskönigen. Sie hat – neben ihrem Liebling Hajime – Haruka gleich ins Herz geschlossen, der sich mit der ihm entgegen gebrachten Zuneigung noch immer schwer tut. Gemeinsam mit Hayato und Akihiko hilft Haruka nun einige Male Tsubaki bei einer besonderen Arbeit im Viertel: Sie kümmern sich um einen alten Mann, der zusammen mit seiner inzwischen verstorbenen Frau dafür sorgte, dass Tsubaki seine Identität akzeptieren kann. Da die drei so erfolgreich sind und den mann aufmuntern, werden sie von Tsubaki eingeladen. Sie finden sich im Freudenviertel wieder, wo sie prompt wieder in eine Schlägerei geraten, um ein Mädchen zu beschützen. Dabei lernen sie die Beschützer dieses Viertels kennen: Die Gruppe „Roppo-Ichiza“ rekrutiert sich aus Mitarbeitern von Bars und anderen Geschäften. In einer Bar tritt Tsubaki auf, wie auch das Mädchen, Shizuka, die zugleich die große Liebe des Anführers von Roppo-Ichiza. Doch es kommt zu einem weiteren Angriff. Die Gang Gravel wurde ebenfalls beauftragt, Shizuka zu entführen. Sie kommen aus einem armen Viertel, kommen in nicht enden wollender Anzahl und sind entschlossen, um jeden Preis zu siegen, da sie keinen anderen Weg zum Überleben kennen. Erst als ihr Anführer von Tsubaki besiegt wird, geben sie auf. Ihnen wird angeboten, zukünftig im Freudenviertel zu helfen oder anderweitig Arbeit vermittelt zu bekommen, um nicht mehr auf solche Aufträge für ihr Überleben angewiesen zu sein. Als der Konflikt befriedet ist, tritt Yamato Endō (棪堂 哉真斗) auf und stellt sich als Urheber all der jüngsten Konflikte heraus. Er gehörte zu denen, die sich bei der Befriedung der Furin-Oberschule nicht den Wind Breakern anschließen wollten, weil er die chaotische Schule mit ständigen Kämpfen weiterleben lassen wollte. Nun will er gemeinsam mit anderen ehemaligen Schülern die Wind Breaker angreifen.

## Veröffentlichungen
Die Serie erscheint seit Januar 2021 im Magazine Pocket, einem Online-Magazin des Verlags Kodansha. Seit Mai 2021 erscheinen die Kapitel auch gesammelt in bisher 22 Bänden (Stand Juni 2025). 2021 lag der Manga beim Manga-Taishō-Ranking auf Platz 20. Bis März 2022 wurden insgesamt 1,2 Millionen gedruckte und digitale Ausgaben der Sammelbände verkauft.
Eine deutsche Fassung wird seit Mai 2023 in bisher 14 Bänden von Tokyopop veröffentlicht (Stand Juli 2025); die Übersetzung stammt von Jan-Christoph Müller (Bände 1–15) und Tony Toshimitsu Tran (ab Band 16). Der amerikanische Ableger von Kodansha verlegt den Manga in den USA, Planet Manga in Italien.
| Band | Japanisch        | Japanisch              | Deutsch          | Deutsch                |
| Band | Veröffentlichung | ISBN                   | Veröffentlichung | ISBN                   |
| ---- | ---------------- | ---------------------- | ---------------- | ---------------------- |
| 01   | 7. Mai 2021      | ISBN 978-4-06-522979-8 | 10. Mai 2023     | ISBN 978-3-8420-8423-0 |
| 02   | 9. Juli 2021     | ISBN 978-4-06-524015-1 | 12. Juli 2023    | ISBN 978-3-8420-8424-7 |
| 03   | 9. Sep. 2021     | ISBN 978-4-06-524849-2 | 13. Sep. 2023    | ISBN 978-3-8420-8425-4 |
| 04   | 9. Nov. 2021     | ISBN 978-4-06-525995-5 | 8. Nov. 2023     | ISBN 978-3-8420-8426-1 |
| 05   | 7. Jan. 2022     | ISBN 978-4-06-526596-3 | 10. Jan. 2024    | ISBN 978-3-8420-8427-8 |
| 06   | 9. März 2022     | ISBN 978-4-06-527281-7 | 13. März 2024    | ISBN 978-3-8420-8428-5 |
| 07   | 9. Juni 2022     | ISBN 978-4-06-528174-1 | 8. Mai 2024      | ISBN 978-3-8420-9646-2 |
| 08   | 9. Aug. 2022     | ISBN 978-4-06-528846-7 | 10. Juli 2024    | ISBN 978-3-8420-9647-9 |
| 09   | 7. Okt. 2022     | ISBN 978-4-06-529412-3 | 11. Sep. 2024    | ISBN 978-3-7593-0091-1 |
| 10   | 6. Jan. 2023     | ISBN 978-4-06-530343-6 | 13. Nov. 2024    | ISBN 978-3-7593-0092-8 |
| 11   | 7. Apr. 2023     | ISBN 978-4-06-531234-6 | 15. Jan. 2025    | ISBN 978-3-7593-0093-5 |
| 12   | 8. Juni 2023     | ISBN 978-4-06-531879-9 | 12. März 2025    | ISBN 978-3-7593-0822-1 |
| 13   | 8. Aug. 2023     | ISBN 978-4-06-532670-1 | 14. Mai 2025     | ISBN 978-3-7593-0823-8 |
| 14   | 9. Nov. 2023     | ISBN 978-4-06-533549-9 | 9. Juli 2025     | ISBN 978-3-7593-0824-5 |
| 15   | 9. Jan. 2024     | ISBN 978-4-06-534179-7 |                  |                        |
| 16   | 8. März 2024     | ISBN 978-4-06-534870-3 |                  |                        |
| 17   | 9. Mai 2024      | ISBN 978-4-06-535507-7 |                  |                        |
| 18   | 7. Aug. 2024     | ISBN 978-4-06-536127-6 |                  |                        |
| 19   | 8. Okt. 2024     | ISBN 978-4-06-537189-3 |                  |                        |
| 20   | 8. Jan. 2025     | ISBN 978-4-06-538060-4 |                  |                        |
| 21   | 7. März 2025     | ISBN 978-4-06-538840-2 |                  |                        |
| 22   | 9. Juni 2025     | ISBN 978-4-06-539749-7 |                  |                        |

## Anime-Adaption
Im März 2023 wurde eine Verfilmung als Anime durch Studio CloverWorks angekündigt. Bei der Produktion führte Toshifumi Akai Regie und Hiroshi Seko schrieb die Drehbücher. Das Charakterdesign entwarf Taishi Kawakami und die künstlerische Leitung hatte Yasunao Moriyasu inne. Die Animationsarbeiten leitete Taishi Kawakami, für die 3D-Animationen war Keita Watanabe verantwortlich, für die Kameraführung Yukiko Nagase und für den Ton Jin Aketagawa. Die Ausstrahlung der 13 Episoden umfassenden ersten Staffel lief vom 5. April 2024 bis 28. Juni 2024 bei den Sendern MBS und TBS. Parallel dazu fand eine internationale Veröffentlichung auf der Plattform Crunchyroll statt. Neben Untertiteln in diversen Sprachen wurden Synchronfassungen unter anderem auf Deutsch, Englisch, Spanisch, Französisch und Portugiesisch angeboten.
Nach Ausstrahlung der ersten Staffel wurde eine zweite Staffel für April 2025 angekündigt. Diese wurde vom 4. April bis 20. Juni 2025 in zwölf Folgen veröffentlicht. Sie wurden vom gleichen Team produziert und auf demselben Programmblock ausgestrahlt wie die erste Staffel.

### Synchronisation
| Rolle          | japanischer Sprecher (Seiyū) |
| -------------- | ---------------------------- |
| Haruka Sakura  | Yūma Uchida                  |
| Hayato Suō     | Nobunaga Shimazaki           |
| Akihiko Nirei  | Shōya Chiba                  |
| Hajime Umemiya | Yūichi Nakamura              |

### Musik
Die Musik der Serie komponierte Ryō Takahashi. Das Vorspannlied der ersten Staffel ist Zettai Reido von Natori und der Abspann ist unterlegt mit Muteki von Young Kee. Das Intro der zweiten Staffel ist Boyz von SixTones; das Ending It's myself von shytaupe.